# ديسقوريا دريجية
ديسقوريا دريجية (الاسم العلمي:Dioscorea dregeana) هي نوع من النباتات تتبع جنس الديسقوريا من الفصيلة الديسقورية. تم وصف هذا النوع من النبات علمياً لأول مرة من قبل كارل سيغيسموند كونث و تيوفيل ألكسيس دوراند و Schinz سنة 1894. سميت نسبة إلى
عالم النباتات الألماني يوهان فرانز دريج.